# Оксигенотерапия

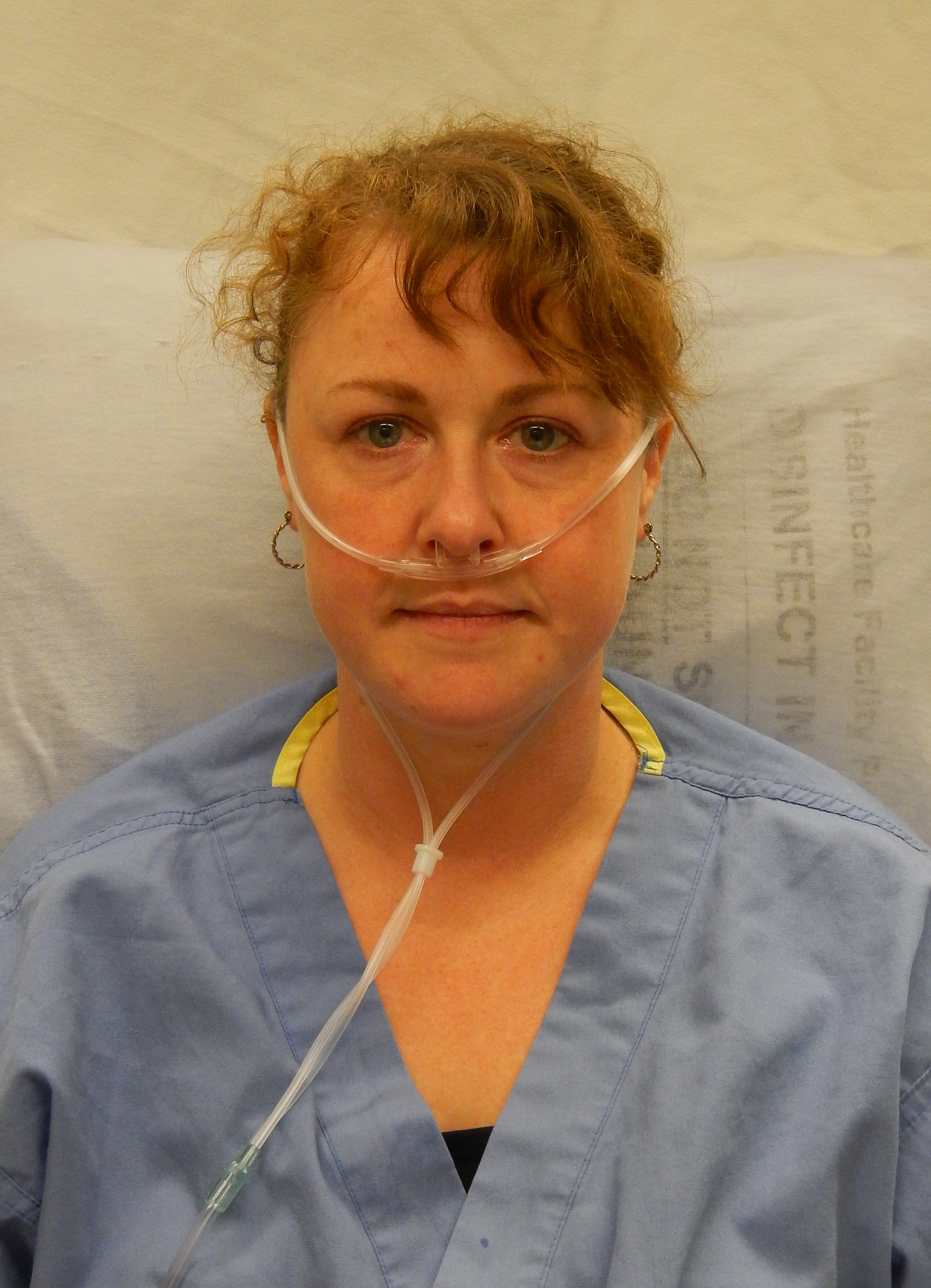
Ингаляция кислорода посредством кислородных Носовой катетер

Оксигенотерапи́я (от лат. Oxygenium — «кислород» и др.-греч. θεραπεία — «лечение»), или кислоро́дная терапи́я — метод лечения заболеваний с применением кислорода. Основная цель направлена на прекращение гипоксемии и тканевой гипоксии.
В воздухе объёмная доля кислорода — 21 %. Чистый кислород может оказать токсическое действие на организм, поэтому данный метод основан на вдыхании воздуха (газовой смеси) с повышенной концентрацией кислорода. Чистый кислород сильно высушивает дыхательные пути пациента, поэтому для его увлажнения используют аппарат Боброва — ёмкость с водой, через которую проходит газовая смесь.
При длительной ингаляции кислорода в чистом виде (не в смеси с другими газами или воздухом) парциальное давление его в артериальной крови не должно быть выше 140 мм рт. ст., в противном случае возможно повреждение эндотелиальных клеток лёгочных капилляров. У новорождённых, при ингаляции через кувез, может возникнуть ретролентальная фиброплазия (разрастание фиброзной ткани за хрусталиком) вследствие спазма сосудов, приводящая к слепоте

## Способы оксигенотерапии
Кислородная терапия может осуществляться как при естественном дыхании, так и при искусственной вентиляции лёгких. В домашних условиях используются, в первую очередь, домашние кислородные концентраторы, позволяющие осуществлять кислородную терапию до 24 часов в сутки на потоках до 5 литров в минуту. Кислородные подушки и кислородные баллоны — не эффективны, так как нуждаются в постоянных заправках кислородом, что в домашних условиях малоприменимо. Кислородные аэрозольные баллончики вообще не поддаются заправке, поэтому их использование оправдано только для создания кратковременного резерва кислорода (чаще используют в горах). В больничных учреждениях подача кислорода централизована, источник кислорода — хранилища со сжатым или жидким кислородом, откуда выполнена кислородная разводка по палатам.
Чаще всего оксигенотерапию проводят путём ингаляции через носовые катетеры (канюли вводят через полость носа в носоглотку), реже используют:
- кислородные маски,
- интубационные и трахеостомические трубки,
- кислородные тенты-палатки, кувезы,
- гипербарическую оксигенацию (ГБО).

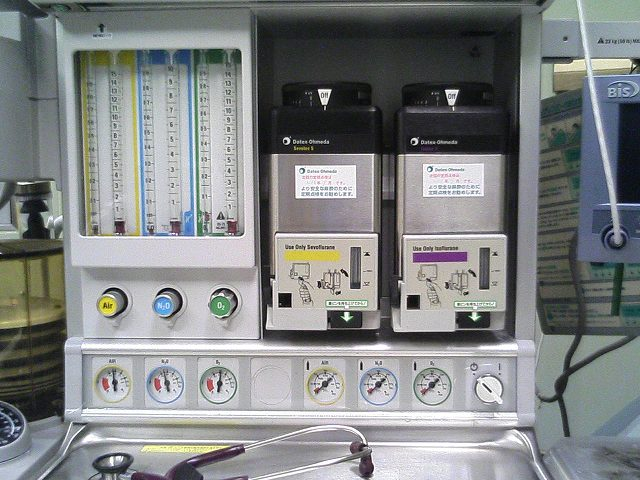
Расходомер наркозного аппарата

Давление подаваемого кислорода из баллона или магистральной сети регулируется кислородным редуктором, установленным на баллон или раздаточный фитинг магистральной сети до аппарата Боброва. Концентрация кислорода в газовой смеси регулируется и контролируется посредством газовых дозиметров (ротаметр, газовый расходомер) в ручном режиме либо автоматическом — аппаратами ИВЛ или наркозными аппаратами.

## Газовая смесь
Чаще всего кислород применяется в смеси газов с концентрацией 40—70 %, однако в некоторых случаях возможно применение:
- карбогена, содержащего, кроме кислорода, до 5-7 % углекислого газа. Добавление СО2, рефлекторно через дыхательный центр головного мозга, вызывает стимуляцию дыхания, увеличивает потребление кислорода и коэффициент его использования[6][7];
- гелиево-кислородной смеси (60—70 % гелий и 30—40 % кислород);
- подогретой до 70—90 градусов гелиево-кислородной смеси (термогелиокс);
- кислородно-аргоновой смеси (70—80 % кислорода, 20—30 % аргона), такая смесь не сушит слизистую оболочку дыхательных путей, способствует более быстрому усвоению организмом кислорода;
- при отёке лёгких, что сопровождается выделением пенистой жидкости из дыхательных путей, кислородную смесь барботируют через пеногаситель — увлажнение газовоздушной смеси (или кислорода) антифомсиланом[8][9][10] или 50 % раствором этилового спирта.

## Показания
- дыхательная недостаточность (острая или хроническая), цианоз
- хроническая обструктивная болезнь лёгких
- отёк лёгких
- муковисцидоз
- артриты, артрозы
- сердечная астма
- декомпрессионная болезнь
- черепно-мозговая травма[11]
- болезни глаз[12]
- приступы удушья при аллергических реакциях
- реабилитация после отравлений (например, угарным газом, алкоголем и т. п.)
- повышение эффективности лечения онкологических заболеваний

## Противопоказания
- ингаляционное поражение хлором
- лёгочное кровотечение
- дистрофия мозга